# ناظم الغزالی
ناظم الغزالی (۱۹۲۱ – ۲۳ اکتبر ۱۹۶۳) خواننده معروف عراقی است. او در خانواده‌ای فقیر در بغداد متولد شد. از کودکی به هنر و خوانندگی علاقه داشت. وی یکی از محبوب‌ترین خواننده‌های تاریخ موسیقی جهان عرب به شمار می‌رود و آثارش در تمامی جهان عرب شهرت دارد. ناظم استاد خوانندگی بود و نت‌های موسیقی رابه خوبی می‌شناخت او با خواندن ترانه میحانه شهرت جهانی پیدا کرد و نوارهایش تا کشورهای لیبی و تونس در قاره آفریقا هم به فروش رسید. ناظم را یکی از خواننده‌های مقامی عراق می‌دانند چرا که بسیار دقیق و اصولی ترانه‌ها را در دستگاه مخصوص خودش می‌خواند. وی فعالیتش را در رادیو عراق در سال ۱۹۴۸ آغاز کرد.
ترانه میحانه میحانه که در سبک ترانه‌های محلی عراق است یا ترانه فوق النخل که در دستگاه لامینور و به سبک ترانه‌های اروپای شرقی است دو ترانه ماندگار از ناظم در جهان عرب هستند.

## فعالیت‌های هنری
ناظم الغزالی اولین ترانه اش را در سال ۱۹۴۲ خواند. او در سال ۱۹۴۸ برای اولین بار به خارج از عراق سفر کرد و به فلسطین رفت تا برای سربازان عراقی که برای جنگ با اسرائیل در آنجا بودند ترانه اجرا کند. در آنجا با عبدالسلام عارف که بعداً رئیس جمهور عراق شد دیدار کرد و این رابطه بعد از بریاست جمهوری رسیدن عبدالسلام عارف ادامه داشت.
ناظم یکی از برجسته‌ترین استاتید هنری بود و به همراه همسرش که او نیز یکی از هنرمندان مشهور عراقی است برنامه‌های هنری مشترکی را اجرا کردند. یکی از مهمترین این برنامه‌ها در سال ۱۹۵۸ اجرا شد که منجر به معروفیت بیشتر وی حتی در خارج از عراق و سپس در لبنان و انگلستان و فرانسه گردید و در این کشورها نیز کنسرت‌هایی را برگزار کرد.
یکی از معروف‌ترین ترانه‌های او بنام «میحانه» هنوز نیز بعنوان خاطره انگیزترین ترانه در بین مردم عراق زمزمه می‌شود.
او علاوه بر خوانندگی، به عنوان هنرپیشه در سریال‌های تلویزیونی و فیلم‌های سینمایی ایفای نقش می‌کرد و در این زمینه نیز استعداد بسیاری از خودش نشان داد.

## وفات
ناظم الغزالی صبح ۲۳ اکتبر سال ۱۹۶۳ بعد از بیدار شدن از خواب در حالی که قصد داشت کار روزانه اش را شروع کند بناگاه غش کرده و بر زمین افتاد و ساعت ۳ بعد از ظهر همان روز جان سپرد. رادیو بغداد با قطع ناگهانی برنامه عادیش خبر وفات ناظم الغزالی را اعلام کرد و بسیاری از مردم با شنیدن این خبر گریستند.